# Классификатор административно-территориальных объектов
Классификатор административно-территориальных объектов (сокращ. КАТО) — классификатор устанавливает структуру, порядок ведения и коды административно-территориальных объектов Республики Казахстан. КАТО предназначен для обеспечения достоверности, сопоставимости и автоматизированной обработки информации в разрезах административно-территориального деления в таких сферах, как статистика, экономика и другие.